# Atles Tell

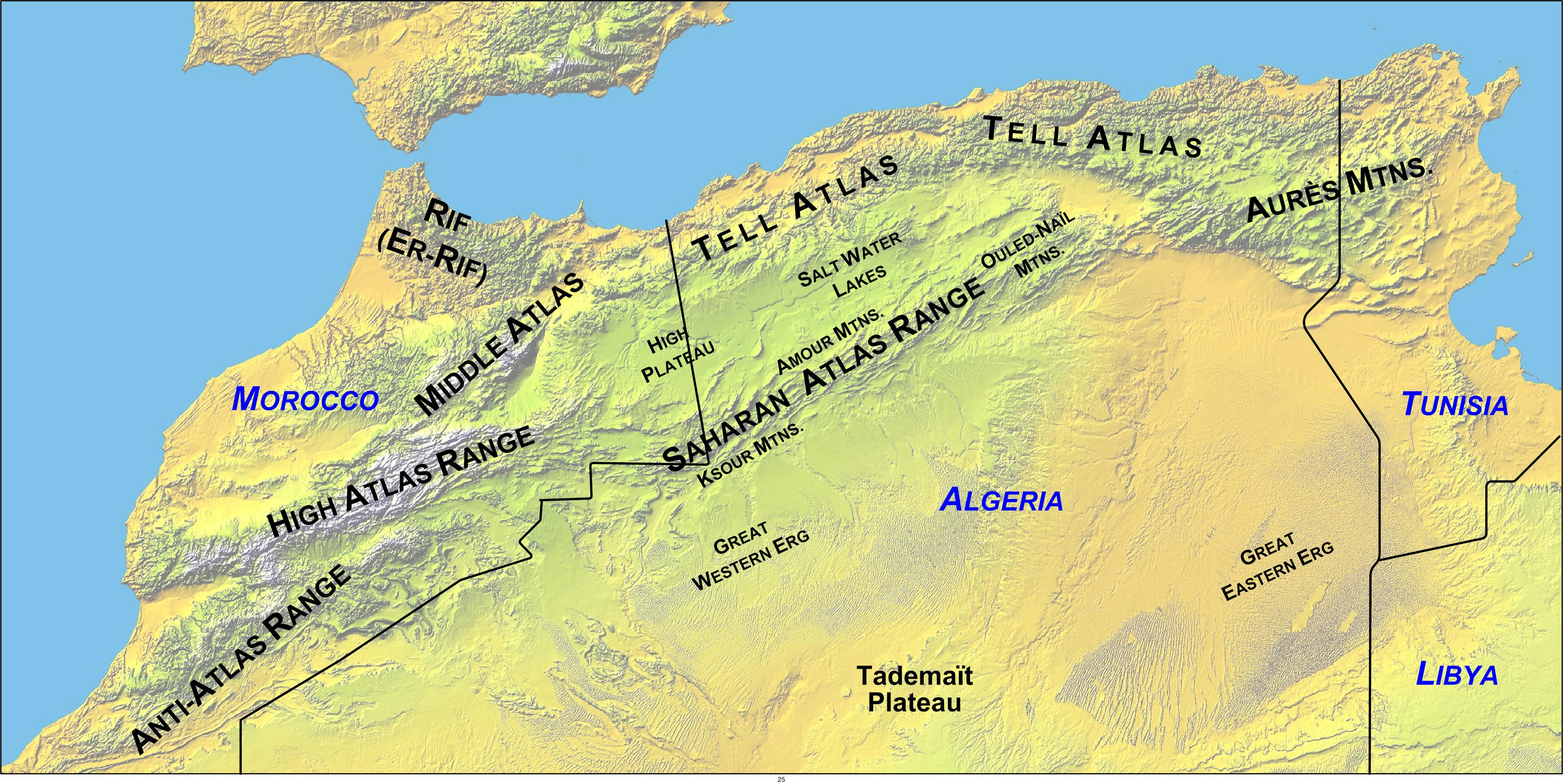
Mapa mostrant la localització de l'Atles del Tell

L'Atles Tell o Atles del Tell (àrab: لاطلس التلي, al-Aṭlas at-Tallī; francès: Atlas tellien) és una serralada d'uns 1.500 km de llarg que pertany a les muntanyes de l'Atles, situada al Nord d'Àfrica; va des del Marroc a Tunísia, passant per Algèria. Transcorre paral·lela a la costa del Mediterrani. Junt amb l'Atles saharià, que està al sud, forma la serralada més al nord de les dues més o menys paral·leles que s'aproximen cap a l'est. A la part oest, acaben a la regió del Rif i l'Atles Mitjà del Marroc. L'Atles Tell és una secció fisiogràfica distinta de la de la província de les muntanyes de l'Atles.
El cim més alt n'és Lalla-Khadidja, a 2.308 metres d'altitud.
La Bejaua son part del Tell Superior i una prolongació al sud-est de les muntanyes Khumayr. Se situen entre el riu Medjerda i el Djebel Tabouna (prop de la plana de Nefza), i en destaquen el Djebel Sabbah i el Djebel Zebla.

## Clima
L'Atles del Tell té un clima mediterrani amb neu a les parts altes. Les obagues porten boscos amb endemismes com l'avet de Numídia (Abies numidica), i el cedre de l'Atles, pins, i sureres. Durant l'estiu, hi bufa el vent sec del xaloc. En la gorja de Chiffa, hi viu l'amenaçada mona de Barbaria o de Gibraltar (Macaca sylvanus).
Aquesta serralada forma una barrera natural entre el Mediterrani i el Sàhara. Entre les dues zones, hi ha la vall del riu Chelif. Al sud, hi ha un altiplà d'uns 1.000 m d'altitud, on es formen llacs salins temporals durant l'estació humida. Hi ha agricultura i ramaderia, però amb poca extensió.

## Ciutats
Alger i Orà es troben a la base de l'Atles del Tell. Constantina es troba dins aquesta serralada.